# Luis René López
Luis René López (27 de febrero de 1978) es un deportista venezolano que compitió en judo. Ganó una medalla de bronce en el Campeonato Panamericano de Judo de 1997 en la categoría de –95 kg.

## Palmarés internacional
| Campeonato Panamericano | Campeonato Panamericano | Campeonato Panamericano | Campeonato Panamericano |
| Año                     | Lugar                   | Medalla                 | Categoría               |
| ----------------------- | ----------------------- | ----------------------- | ----------------------- |
| 1997                    | Guadalajara (México)    | Medalla de bronce       | –95 kg                  |